# Urajärvi (sjö i Finland, Kymmenedalen)
Urajärvi är en sjö i Finland. Den ligger i kommunen Itis i landskapet Kymmenedalen, i den södra delen av landet, 120 km nordost om huvudstaden Helsingfors. Urajärvi ligger 65,3 meter över havet. Den är 16,12 meter djup. Arean är 14,15 kvadratkilometer och strandlinjen är 29,46 kilometer lång. Sjön  ingår i Kymmene älvs huvudavrinningsområde. 